# Guarani d'Oeste
Guarani d'Oeste é um município brasileiro do estado de São Paulo. Sua população conforme estimativa de 2024 do IBGE era de 1.999 habitantes.

## História

### Formação territorial-administrativa
Histórico da formação do município:
- Distrito criado no município de Fernandópolis pela Lei nº 2.456, de 30/12/1953.
- Município criado pela Lei nº 5.285, de 18/02/1959.

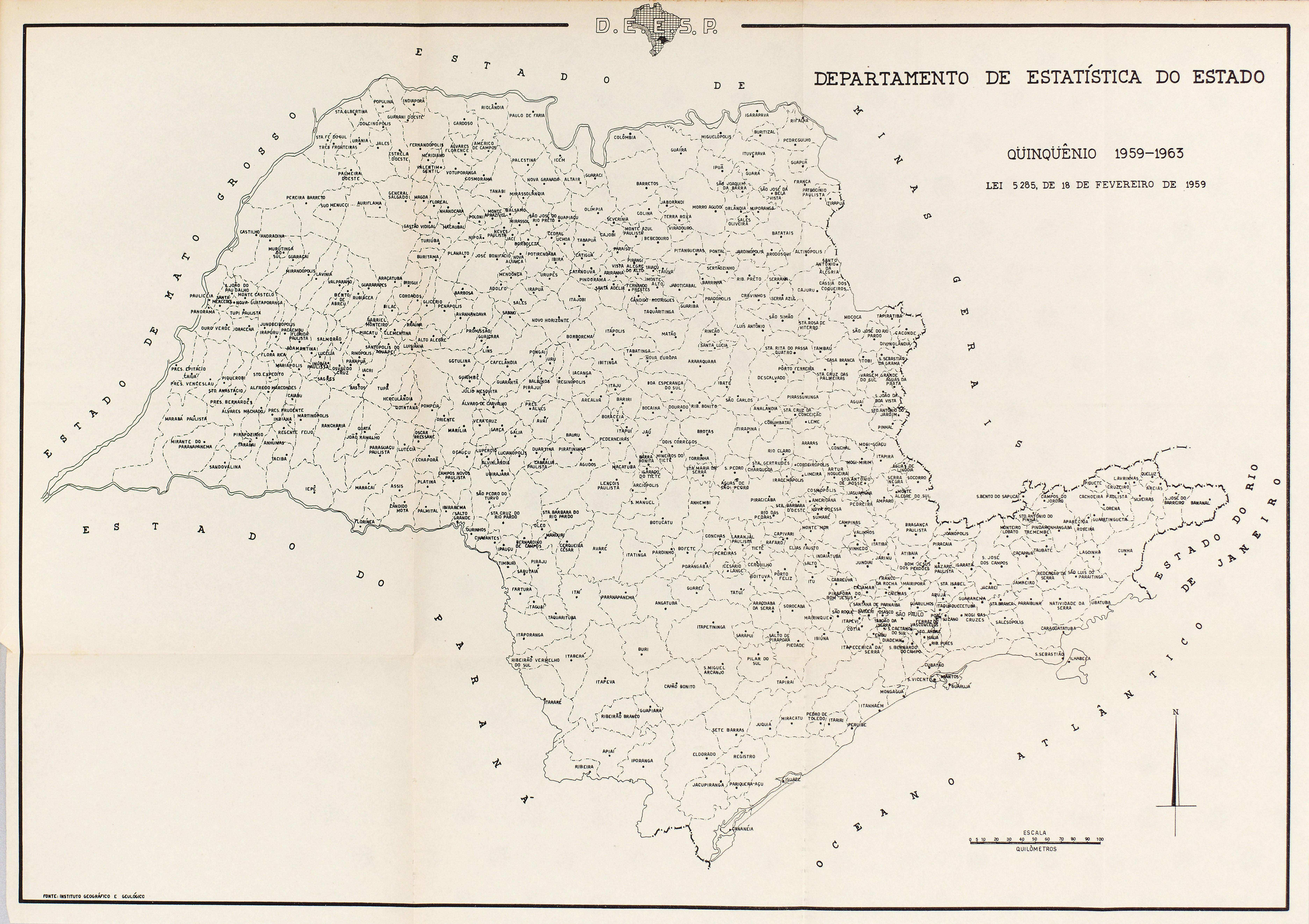
Estado de São Paulo (1959).

## Geografia
Localiza-se a uma latitude 20º04'29" sul e a uma longitude 50º20'22" oeste, estando a uma altitude de 499 metros. Possui uma área de 85,5 km².

### Hidrografia
- Ribeirão Santa Rita
- Ribeirão Pádua Diniz
- Ribeirão córrego da arabá

### Rodovias
- SP-543

## Demografia

### População
| Crescimento populacional                             | Crescimento populacional | Crescimento populacional | Crescimento populacional |
| Ano                                                  | População Total          |                          | %±                       |
| ---------------------------------------------------- | ------------------------ | ------------------------ | ------------------------ |
| 1960                                                 | 8 241                    |                          | —                        |
| 1970                                                 | 7 966                    |                          | −3,3%                    |
| 1980                                                 | 8 300                    |                          | 4,2%                     |
| 1991                                                 | 6 779                    |                          | −18,3%                   |
| 2000                                                 | 2 006                    |                          | −70,4%                   |
| 2010                                                 | 1 970                    |                          | −1,8%                    |
| 2022                                                 | 1 968                    |                          | −0,1%                    |
| Est. 2024                                            | 1 999                    | [ 7 ]                    | 1,6%                     |
| Fontes: Censos Demográficos IBGE e Estimativas SEADE |                          |                          |                          |

### Dados demográficos
Dados do Censo - 2010
População total: 1.970
- Urbana: 1.735
- Rural: 235
- Homens: 963[11]
- Mulheres: 1.007

Densidade demográfica (hab./km²): 23,03
Dados do Censo - 2000
Mortalidade infantil até 1 ano (por mil): 15,97
Expectativa de vida (anos): 71,17
Taxa de fecundidade (filhos por mulher): 2,39
Taxa de alfabetização: 84,07%
Índice de Desenvolvimento Humano (IDH-M): 0,757
- IDH-M Renda: 0,666
- IDH-M Longevidade: 0,769
- IDH-M Educação: 0,837

(Fonte: IPEADATA)

## Política e administração
- Prefeito: Nilson Timporim Caffer (2017/2024)
- Vice-prefeito: Adalberto Luiz de Melo

## Infraestrutura

### Comunicações
O sistema de telefones automáticos foi inaugurado na cidade em 1979 pela Telecomunicações de São Paulo (TELESP), que também implantou o sistema de discagem direta à distância (DDD) em 1988 com o código de área (0174). Anteriormente a cidade era atendida pela Companhia de Telecomunicações do Estado de São Paulo (COTESP).
Na década de 90 o código DDD da cidade foi alterado para (017), para padronização do sistema telefônico com a telefonia celular que estava sendo implantada em todo o estado.

## Religião
O Cristianismo se faz presente na cidade da seguinte forma:

### Igreja Católica
- A igreja faz parte da Diocese de Jales.[16]

### Igrejas Evangélicas
Entre as igrejas protestantes históricas, pentecostais e neopentecostais, encontram-se na cidade:
- Assembleia de Deus Ministério do Belém.[19][20]
- Congregação Cristã no Brasil.[21]